# 文芸雑誌
文芸雑誌（ぶんげいざっし）とは、雑誌の一種で、書評や評論、小説・詩歌・随筆などの短い作品を中心に掲載するもので、同人の間で刊行されてきたものや、個人や出版社などが発行人となり、原稿を文芸家に依頼したり、一般から募集するものなどがある。内容はいわゆる「文学」だけでなく、美術・音楽・漫画・旅行・料理・哲学・思想などにおよぶものもある。また企画を組み、テーマに合わせた文章や関連事項などを扱い、研究などの発表にも多く利用される。
欧米の19世紀初頭の、出版やジャーナリズムの昂揚に伴って文芸雑誌が誕生した。特にイギリス、ロシア、アメリカ合衆国において盛んであった。初期のものは評論雑誌から発達したもので、必ずしも文芸に特化したものではなく、また発行も長く続かなかった。しかし、19世紀末年ごろになると、文芸雑誌は世界的に大変な活況を見せ、作家の拠点とされるようになる。

## 日本の文芸雑誌
日本における文芸誌の最初期のものには、尾崎紅葉、山田美妙らが1885年に始めた『我楽多文庫』、女流作家を輩出した『女学雑誌』（1885年）『以良都女』（1887年）、評論誌ながら文芸作品も多く文壇の登竜門とも言われた『国民之友』（1887年）、大手出版の金港堂が有名作家を揃えて始めた『都の花』（1888年）、春陽堂書店の発行する『新小説』（1889年）などがある。
日本の文芸雑誌として、商業的に安定的に発行されたのは、20世紀はじめ創刊の『新潮』（1904年）を本格的なものとして考えることができる。これによって、それ以前は新聞を主な発表媒体としてきた日本の文学が、雑誌中心になっていくことになった。ただし、戦前には、『中央公論』『改造』などの総合雑誌が権威ある発表舞台として定着しており、『新潮』『文藝』などの文芸雑誌は、その次の存在としてみられていた。しかし、1970年代から、総合雑誌が文芸作品をエンターテインメント系にシフトしてからは、文芸雑誌の比重がましている。
日本の文学の特徴として、準商業的な文芸雑誌の力がおおきいことがあげられる。『早稲田文学』『三田文学』のような大学と関係した雑誌、『戦旗』『新日本文学』『民主文学』のような文学運動の雑誌、『白樺』『新思潮』『近代文学』のような半同人誌が、商業文芸誌に劣らぬすぐれた作品をうみだしてきている。
なお、狭義の〈文芸雑誌〉には、『オール讀物』のような小説雑誌、『新青年』などの推理、SF誌などは含まれないのが普通である。また、詩・短歌・俳句の雑誌も含まないのが通例である。
近年日本の文芸雑誌の売り上げは、純文学雑誌だけでなく中間・大衆小説誌も赤字になってきており、これを単行本の売り上げで回収している現状である。

## 主な文芸雑誌
過去の文芸雑誌に関しては、Category:文芸雑誌を参照のこと。

### アメリカ合衆国
- Southern Review
- Russell's Magazine
- North American Review

### 現在の日本
- 新潮（1904年創刊）
- 文學界 （1933年創刊）
- 群像 （1946年創刊）
- すばる （1970年創刊）
- 文藝 （1933年創刊、季刊誌）
- 早稲田文学 （1891年創刊）
- 三田文学 （1910年創刊）
- 民主文学 （1965年創刊）
- 九州文学（1938年創刊）